# Regionaler Naturpark Volcans d’Auvergne

Logo des Naturparks

Der Regionale Naturpark Volcans d’Auvergne (französisch Parc naturel régional des Volcans d’Auvergne) wurde am 25. Oktober 1977 gegründet. Er liegt in der Region Auvergne und besteht aus 153 Gemeinden in den Départements Puy-de-Dôme und Cantal. Mit einer Fläche von rund 395.000 ha und einer Nord-Süd-Ausdehnung von 120 km ist er der größte der französischen regionalen Naturparks. Die Parkverwaltung hat ihren Sitz in der Gemeinde Aydat, im Schloss Montlosier (45° 41′ 38″ N, 2° 57′ 5″ O), wo auch ein Dokumentationszentrum untergebracht ist.

## Landschaften
Das Territorium des Parks setzt sich aus fünf speziellen Landschaften zusammen. 

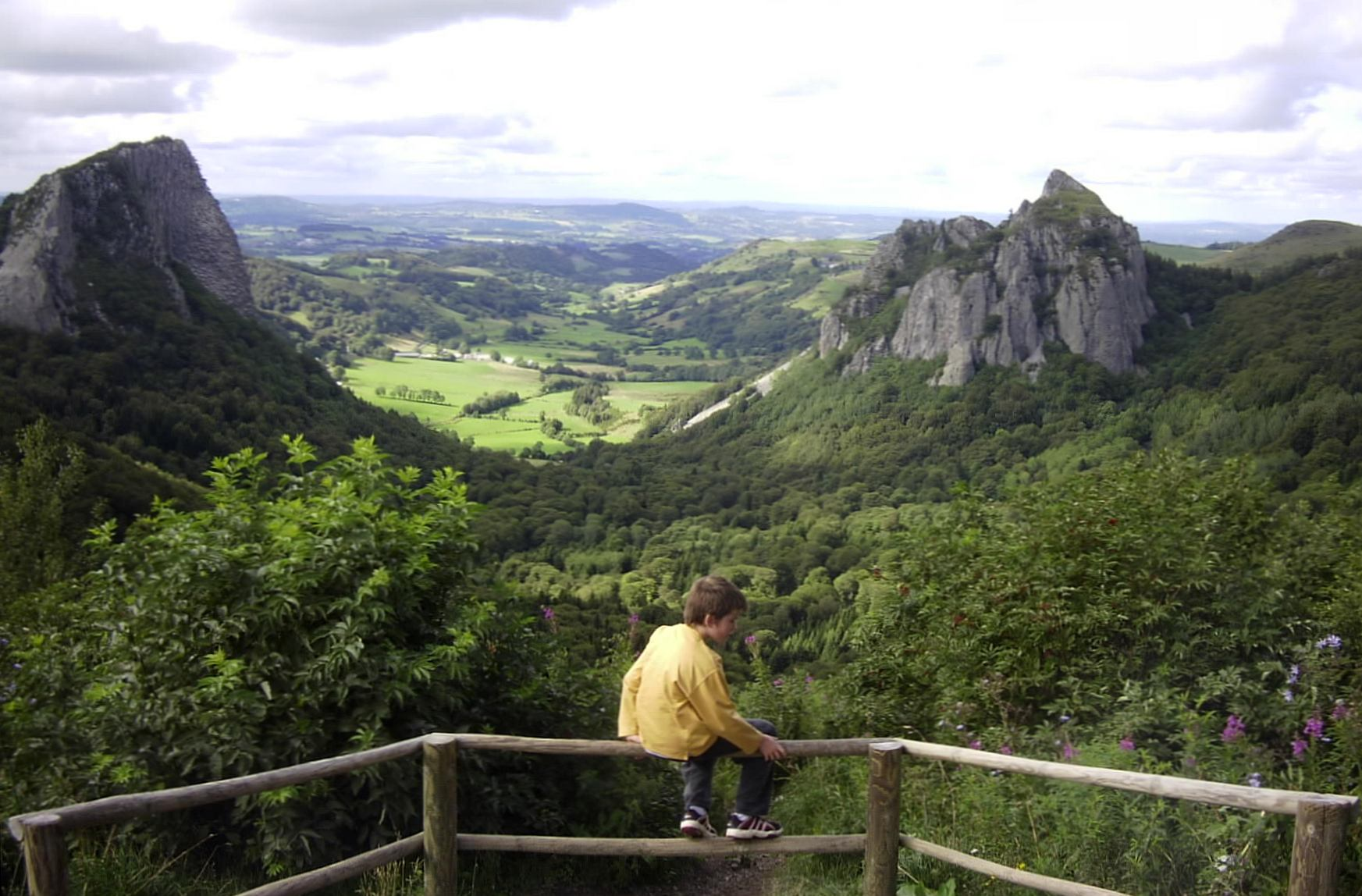
Felsformation in den Monts Dore

- die Kette der 80 Vulkankegel der Chaîne des Puys[1], mit dem Puy de Dôme (1465 m),
- das Bergmassiv Monts Dore, mit dem Puy de Sancy (1886 m),
- das Hochland Cézallier, mit dem Signal du Luguet (1551 m)
- das Granitplateau Artense (Höhe um die 800 m),
- das Bergmassiv Monts du Cantal, mit dem Plomb du Cantal (1855 m).